# Povet, Kărdjali
Povet (în bulgară Повет) este un sat în comuna Kărdjali, regiunea Kărdjali,  Bulgaria. 

## Demografie
Componența etnică a satului Povet
     Turci (96,03%)
     Bulgari (2,97%)
     Nicio identificare (0,99%)
     Altele (0%)
La recensământul din 2011, populația satului Povet era de 101 locuitori. Din punct de vedere etnic, majoritatea locuitorilor (96,03%) erau turci, cu o minoritate de bulgari (2,97%). Pentru 0,99% din locuitori nu este cunoscută apartenența etnică.